# Moonshell
Moonshellとは、ニンテンドーDSのマジコン上で動く自作ソフトである。作成者はMoonlight。

## 概要
画像（jpg,gif等）や、音楽（MP3,AAC等）、動画（MPEG系の独自形式「dpg」）などをDS上で再生することが可能なマルチメディアプレイヤーである。
現在のニンテンドーDSiのファームウェアでは、動画再生はできないがマジコン上でMoonshellを使用することにより再生が可能となる。
Moonshellのバージョンアップ版のMoonshell2では、M3さくらのようなインターフェイスになっている。